# Чемпионат России по боевому самбо 2009
Чемпионат России по боевому самбо 2009 года проходил в городе Кстово с 20 по 23 февраля.

## Медалисты
| Весовая категория | Золото                                     | Серебро                           | Бронза                                                                      |
| ----------------- | ------------------------------------------ | --------------------------------- | --------------------------------------------------------------------------- |
| до 52 кг          | Александр Нестеров Нижегородская область   | Данил Хангалов Бурятия            | Дмитрий Алякин Самарская область Артуш Асрян Карелия                        |
| до 57 кг          | Владимир Блохин Рязанская область          | Евгений Юрченко Пермский край     | Рафаиль Шарипов Башкортостан Сергей Лузин Пермский край                     |
| до 62 кг          | Михаил Паньков Пермский край               | Иван Давиденко Санкт-Петербург    | Виктор Дулмаев Бурятия Расул Мирзаев Москва                                 |
| до 68 кг          | Мурат Ристов Адыгея                        | Айбек Даш-Шиви Алтайский край     | Артур Оганисян Костромская область Алексей Череповский Белгородская область |
| до 74 кг          | Венер Галиев Башкортостан                  | Баир Омоктуев Бурятия             | Эдуард Алчаков Алтайский край Джанбул Чергесханов Дагестан                  |
| до 82 кг          | Алексей Гагарин Нижегородская область      | Шамиль Алибатыров Дагестан        | Дмитрий Богатырёв Москва Александр Яковлев Санкт-Петербург                  |
| до 90 кг          | Вячеслав Василевский Нижегородская область | Султан Алиев Дагестан             | Адлан Амагов Москва Виктор Немков Белгородская область                      |
| до 100 кг         | Сергей Храмов Нижегородская область        | Сергей Филимонов Санкт-Петербург  | Андрей Чагин Санкт-Петербург Кирилл Сидельников Белгородская область        |
| свыше 100 кг      | Фёдор Емельяненко Белгородская область     | Алексей Князев Забайкальский край | Магомедбаг Агаев Санкт-Петербург Сократ Курбанов Саратовская область        |